# Oberon Council
Oberon Council, till 2009 Oberon Shire, är en kommun i Australien. Den ligger i delstaten New South Wales, i den sydöstra delen av landet, omkring 130 kilometer väster om delstatshuvudstaden Sydney. Antalet invånare var 5 301 vid folkräkningen 2016.
Följande samhällen finns i Oberon:
- Oberon
- Essington
- Gingkin
- Burraga